# Chaneins
Chaneins és un municipi francès situat al departament de l'Ain i a la regió d'Alvèrnia-Roine-Alps. L'any 2007 tenia 842 habitants.

## Demografia

### Població
El 2007 la població de fet de Chaneins era de 842 persones. Hi havia 282 famílies de les quals 52 eren unipersonals (32 homes vivint sols i 20 dones vivint soles), 65 parelles sense fills, 141 parelles amb fills i 24 famílies monoparentals amb fills.
La població ha evolucionat segons el següent gràfic:
Habitants censats

### Habitatges
El 2007 hi havia 311 habitatges, 287 eren l'habitatge principal de la família, 18 eren segones residències i 6 estaven desocupats. 287 eren cases i 23 eren apartaments. Dels 287 habitatges principals, 242 estaven ocupats pels seus propietaris, 35 estaven llogats i ocupats pels llogaters i 10 estaven cedits a títol gratuït; 2 tenien una cambra, 11 en tenien dues, 23 en tenien tres, 80 en tenien quatre i 171 en tenien cinc o més. 243 habitatges disposaven pel capbaix d'una plaça de pàrquing. A 94 habitatges hi havia un automòbil i a 182 n'hi havia dos o més.

### Piràmide de població
La piràmide de població per edats i sexe el 2009 era:
| Homes | Edats   | Dones |
| ----- | ------- | ----- |
| 0     | 95 o +  | 0     |
| 0     | 90 a 94 | 0     |
| 4     | 85 a 89 | 0     |
| 0     | 80 a 84 | 4     |
| 4     | 75 a 79 | 8     |
| 8     | 70 a 74 | 12    |
| 8     | 65 a 69 | 16    |
| 16    | 60 a 64 | 8     |
| 12    | 55 a 59 | 16    |
| 16    | 50 a 54 | 20    |
| 24    | 45 a 49 | 16    |
| 20    | 40 a 44 | 20    |
| 28    | 35 a 39 | 24    |
| 28    | 30 a 34 | 16    |
| 12    | 25 a 29 | 32    |
| 12    | 20 a 24 | 12    |
| 8     | 15 a 19 | 44    |
| 12    | 10 a 14 | 16    |
| 20    | 5 a 9   | 32    |
| 20    | 0 a 4   | 16    |

## Economia
El 2007 la població en edat de treballar era de 531 persones, 437 eren actives i 94 eren inactives. De les 437 persones actives 408 estaven ocupades (231 homes i 177 dones) i 28 estaven aturades (11 homes i 17 dones). De les 94 persones inactives 23 estaven jubilades, 41 estaven estudiant i 30 estaven classificades com a «altres inactius».

### Ingressos
El 2009 a Chaneins hi havia 272 unitats fiscals que integraven 800 persones, la mediana anual d'ingressos fiscals per persona era de 19.539,5 €.

### Activitats econòmiques
Dels 33 establiments que hi havia el 2007, 1 era d'una empresa extractiva, 1 d'una empresa alimentària, 7 d'empreses de fabricació d'altres productes industrials, 5 d'empreses de construcció, 4 d'empreses de comerç i reparació d'automòbils, 2 d'empreses d'hostatgeria i restauració, 1 d'una empresa financera, 1 d'una empresa immobiliària, 7 d'empreses de serveis, 1 d'una entitat de l'administració pública i 3 d'empreses classificades com a «altres activitats de serveis».
Dels 9 establiments de servei als particulars que hi havia el 2009, 1 era un taller de reparació d'automòbils i de material agrícola, 1 paleta, 2 lampisteries, 1 electricista, 2 perruqueries i 2 restaurants.
L'únic establiment comercial que hi havia el 2009 era una fleca.
L'any 2000 a Chaneins hi havia 25 explotacions agrícoles que ocupaven un total de 735 hectàrees.

## Equipaments sanitaris i escolars
El 2009 hi havia una escola elemental.

## Poblacions properes
El següent diagrama mostra les poblacions més properes.